# Foiled
Foiled é o quarto álbum de estúdio dos norte-americanos Blue October, lançado a 4 de abril de 2006. Inclui o grande êxito "Hate Me".

## Faixas
1. "You Make Me Smile" – 4:21
2. "She's My Ride Home" – 4:41
3. "Into the Ocean" – 3:59
4. "What If We Could" – 4:03
5. "Hate Me" – 6:20
6. "Let It Go" – 4:03
7. "Congratulations" – 4:01
8. "Overweight" – 4:24
9. "X-Amount of Words" – 4:14
10. "Drilled a Wire Through My Cheek" – 4:32
11. "Sound of Pulling Heaven Down" – 4:42
12. "Everlasting Friend" – 4:05
13. "18th Floor Balcony"– 11:12
  - Contém a faixa escondida "It's Just Me"